# Francisco Pereira Coutinho
Francisco Pereira Coutinho (Portugal, 14?? – Praia de Cacha-Prego, Itaparica, Bahia, 1547) foi um fidalgo português.

## Biografia
Em função das suas rudes experiências e atividades em lutas, na expansão dos domínios portugueses, na África e na Índia, em que se mostrou exemplo de obstinação e rigidez, ganhou a alcunha de "Rusticão". Ele era Fidalgo da Casa Real, filho de Afonso Pereira, alcaide-mor do castelo de Santarém, e de sua mulher D. Catarina Coutinho, filha bastarda de D. Gonçalo Coutinho, 2.º Conde de Marialva. Francisco Pereira Coutinho foi capitão da armada de Cristóvão de Brito (1514).
Tendo recebido de D. João III a Capitania da Baía de Todos os Santos em 1534, chegou ao litoral da Bahia, no Brasil, em 1536, tendo conhecido Diogo Álvares Correia, o "Caramuru", que vivia naquela região já há algum tempo. Foi acusado de herege e infiel às ordens da coroa portuguesa.
Fundou o Arraial do Pereira, nas imediações onde hoje está a Ladeira da Barra, em Salvador. Este arraial, doze anos depois, à época da fundação da cidade, foi chamado de Vila Velha. Conflitos entre os colonos e os indígenas lhe fizeram perder forças, e por fim, João Bezerra lhe apresentou um falso alvará que o destituía como donatário, forçando-o a abandonar a capitania, indo refugiar-se em Porto Seguro, com Diogo Álvares.
Um ano mais tarde, no retorno a embarcação em que viajavam foi danificada nos traiçoeiros recifes de pinaúnas na parte sul da ilha de Itaparica, de onde os náufragos conseguiram atingir a praia, sendo todos, a seguir, capturados pelos indígenas tupinambás. Tendo o Caramuru sido libertado, Pereira Coutinho foi devorado numa festa antropofágica, após ser imobilizado e executado por uma borduna empunhada por uma criança cujo irmão fora morto pelo donatário.
Pereira Coutinho deixou descendência em Portugal. Após a sua morte, o seu filho quis ocupar o seu lugar como capitão-donatário, o que a Coroa Portuguesa não autorizou, dando lugar a um conflito que acabou sendo resolvido com a concessão do morgado do juro real da Redízima da Baía. A 11ª senhora deste morgadio, D. Ana Felícia Coutinho Pereira de Sousa Tavares da Horta Amado e Cerveira veio a casar com José de Seabra da Silva, sendo pais de Manuel Maria da Piedade Coutinho Pereira, 1.º Visconde da Bahia, de juro e herdade (1796) e 1.º Conde da Bahia (1833).
Toda a ascendência de Francisco Pereira Coutinho e de seus descendentes, até ao primeiro Conde da Bahia e Visconde da Bahia foi publicada por seus descendentes Nuno Gorjão-Henriques e Miguel Gorjão-Henriques (2 vols.), Lisboa: 2006.